# 尹希
尹希（1983年12月3日—），美籍华裔理论物理学家，现任哈佛大学物理系教授。

## 经历
尹希出生于中国湖南省株洲市，父母是毕业于中国地质大学的知识分子。尹希幼年在株洲与爷爷奶奶同住，随后随父母工作到搬至武汉、北京等地。
1993年，9岁半的尹希考入北京八中针对早慧儿童开设的智力超常实验班。1996年，年仅12岁的尹希以572分的高考成绩考入中国科学技术大学96级少年班，成为该校年级最小的一名学生。在少年班学习期间，尹希各科成绩均在90分以上，年年获得奖学金，且心理素质、身体素质等全面发展。2001年本科毕业后赴哈佛大学攻读物理学博士。2006年获得博士学位；同年哈佛大学打破该校博士不得在该校继续博士后研究的惯例，破格允许尹希博士留校继续研究工作。5月入哈佛大学读博士后。6月19日，参加在北京开幕的国际弦理论大会。2008年起，先后担任哈佛大学物理系助理教授、副教授。
2013年7月1日，受中国科学技术大学物理学院邀请，开始为本科生和研究生主讲《超弦微扰理论》暑期课程。
2015年9月4日，尹希成為哈佛大学教授。

## 个人生活
尹希热爱马拉松、攀岩等运动。2003年与妻子相识于网络交友网站，2008年与妻子诞下一女。
尹希跑了3次波士頓馬拉松，並於2011年完成了萊德維爾步道100跑。

## 获奖
美國國家科學基金會職業獎、斯隆研究獎、西蒙斯調查員獲獎者、Simons Bootstrap Collaboration首席研究員。
- 2016年12月5日，科学突破奖基金会宣布，尹希获2017年科学突破奖-物理学新视野奖（英语：Breakthrough_Prize_in_Fundamental_Physics#New_Horizons_in_Physics_Prize）。[4][5][6][7]

- 2017年12月21日，入选“2017年度中国留学人员50人榜单”。[8][9][10]